# Чернышенская игрушка
Чернышинская игрушка — русский художественный промысел, возникший в  селе Чернышено бывшего Новосильского уезда (ныне – Новосильский район) Орловской области, России.

## Производство
Вокруг деревни издавна находили глины: красные, белые, синие. Запас её делался ранней весной и хранился в холодном месте. При изготовлении игрушек глину не мяли, а гладили, как бы сдвигая. Начиналась лепка с установлением погоды, чтобы поделки можно было «обветрить». После изготовления игрушки долго сушили на верхушках печей в ямке или в кладке над дымом тлеющих гнилушек в течение дня. Затем ночь остужали. Раскрас игрушек проводился минеральными и анилиновыми красками петушиным пером. Продавали их на двух ярмарках — Препловенской и Троицкой.
Мужчины не участвовали в лепке игрушек, они изготавливали посуду. Женщины лепили мужские фигурки редко, только вместе с конём.
Никогда не лепили птиц за исключением кукушки, поскольку почитали кукушку за божество, способное предсказывать будущее. В основном лепились коньки (иногда трёхголовые) с седоком и без него, куклы-барыни, кормилки и девушки с косами. Чернышенская роспись называется «кукушечьей» из-за полосок, напоминающих оперение кукушки.
До появления игрушечной фабрики значительное количество женщин занималось промыслом в начале XX века. Затем ручное производство стало снижаться.